# Simon Schott

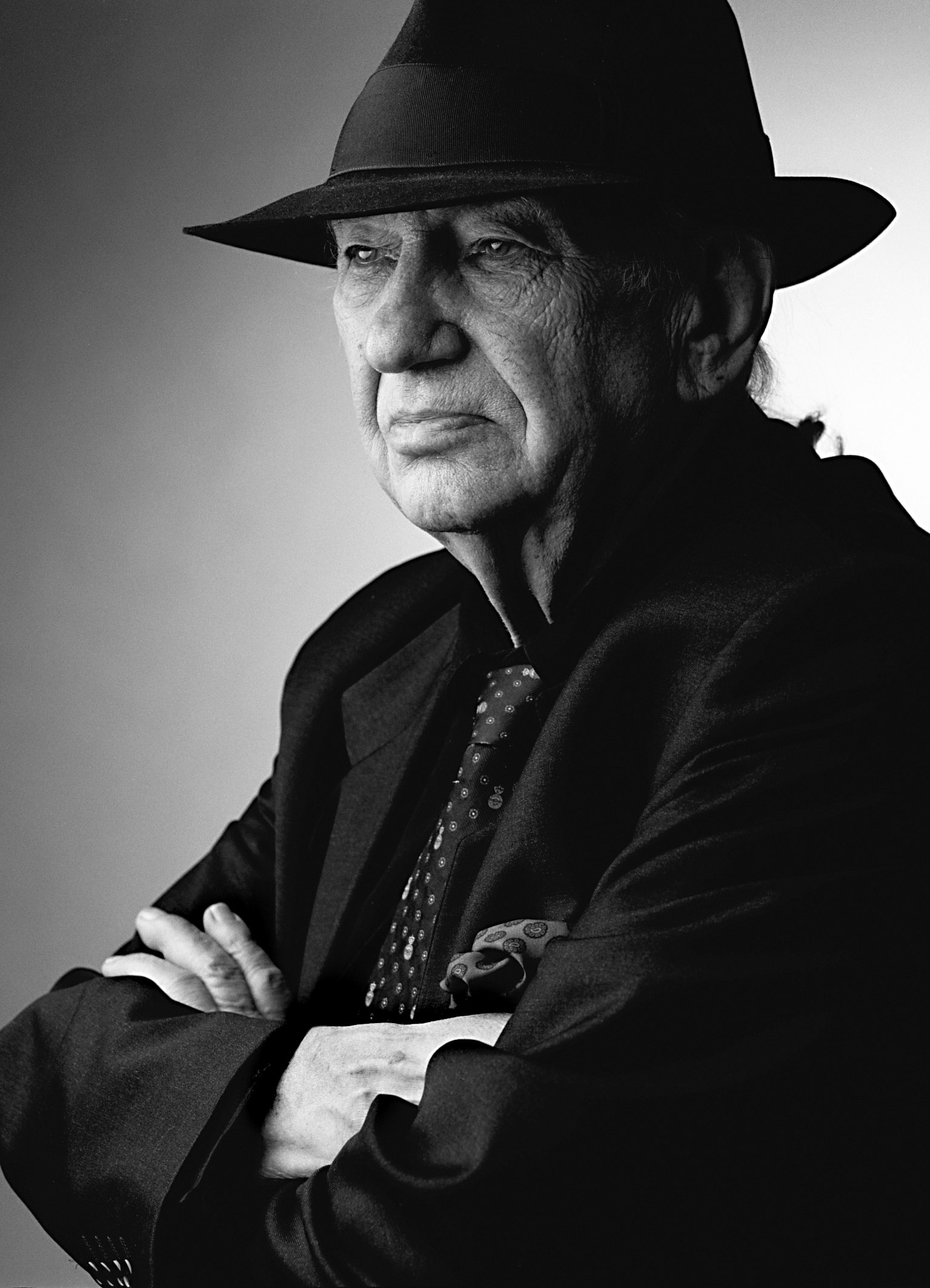
Simon Schott, 2005

Simon Schott (* 28. November 1917 in Walkersaich; † 30. Januar 2010 in München) war ein deutscher Barpianist und Autor.

## Leben
Nach dem Abitur wurde er zum Militär berufen und als Fernmelder in Frankreich eingesetzt. Als junger Mann lebte er in Paris von Auftritten in Nachtclubs. Dort entdeckte ihn der Besitzer von „Harry’s New York Bar“. In dieser Bar spielte er auch die nächsten Jahre. Gäste aus Hollywood besuchten oft dieses Lokal in Paris. Einige seiner Zuhörer waren Coco Chanel, Ali Khan, Rita Hayworth, Humphrey Bogart, Ernest Hemingway, die Rothschilds, der Herzog von Windsor, Jean-Paul Sartre. Von Coco Chanel wurde er für eine Privatparty engagiert.
Schott schrieb Romane und das erste Buch über Barpiano, So spielen Sie Bar Piano. Schott erklärt darin Akkordchiffrierung und Zusammenhänge für das Barpiano. Seine Überzeugung war, erst wenn man den Text eines Liedes beherrsche, könne man auch diesen Inhalt instrumental zum Ausdruck bringen. So entstand sein eigener Interpretationsstil.
Kurz vor seinem Tod war er noch in der Weihnachtszeit 2009 in einem ZDF-Beitrag über das Hotel Vier Jahreszeiten (München) zu sehen.

## Werke

### Schriften
- Simon Schott: So spielen Sie Bar Piano. Frei und ohne Noten. Hrsg.: Schott Musik International. 1. Auflage. Mainz 1996, ISBN 3-7957-5109-8.
- Simon Schott: Der Barpianist. Kriegserinnerungen eines Überlebenskünstlers. Hrsg.: S.Fischer Verlag GmbH. 1. Auflage. Frankfurt am Main 2009, ISBN 978-3-10-400257-6.
- Simon Schott: Die Foldex-Krimis. Hrsg.: S.Fischer Verlag GmbH. 1. Auflage. Band 1-3. Fischer, Frankfurt am Main 2009, ISBN 978-3-596-18030-1.
- Simon Schott: Herbstwindmelodie. Roman. Hrsg.: Kelter. 1. Auflage. Kelter, Hamburg 1979.
- Simon Schott: So werde ich Pop-Sänger(in). Hrsg.: Lübbe. 1. Auflage. Lübbe, Bergisch Gladbach 1979, ISBN 3-404-01365-4.
- Simon Schott: Marazum will Freude machen und andere Geschichten und Gedichte. Hrsg.: Ensslin und Laiblin. 1. Auflage. Ensslin und Laiblin, Reutlingen 1983, ISBN 3-7709-0531-8.
- Simon Schott: Das Bildnis der Alice Farnworth. Romantic-Thriller. Hrsg.: Ensslin und Laiblin. 1. Auflage. Ensslin und Laiblin, Reutlingen 1985, ISBN 3-7709-0567-9.
- Simon Schott: Susan Crawford im Tal der Nebel. Romantic-Thriller. Hrsg.: Ensslin und Laiblin. 1. Auflage. Ensslin und Laiblin, Reutlingen 1986, ISBN 3-7709-0613-6.
- Simon Schott: Das Geheimnis des Tempelplaneten. Hrsg.: F.Schneider Verlag. 1. Auflage. F.Schneider Verlag, München 1987, ISBN 3-505-09471-4.
- Simon Schott: Kriegserlebnisse eines außerirdischen Barpianisten. Eine wahre Geschichte als Zeitdokument. Hrsg.: Staccato Verlag. 1. Auflage. Staccato, Düsseldorf 2000, ISBN 3-932976-11-8.
- Simon Schott, Jeanette Weiss: Die Delphin-Methode. Wie man im wachsenden Chaos des dritten Jahrtausends glücklich leben kann. Hrsg.: Schirner Verlag. 1. Auflage. Schirner Verlag, Darmstadt 2004, ISBN 3-89767-185-9.

Kriminalromane als Nicky Foldex
- Nicky Foldex: Warte an der Ecke. Kriminal-Roman. Hrsg.: Amsel Verlag. 1. Auflage. Amsel Verlag, 1956.
- Nicky Foldex: Ein Sarg mit Samt und Veilchen. Kriminal-Roman. Hrsg.: Ullstein Verlag. 1. Auflage. Ullstein Verlag, 1959, ISBN 978-3-423-12202-3.
- Nicky Foldex: Geheimsitzung Zuflucht 17. Kriminal-Roman. Hrsg.: Ullstein Verlag. 1. Auflage. Ullstein Verlag, 1960.

### Tonträger
- "Bar Piano" - SIMON SCHOTT plays your favorite evergreens
- "Bar Piano Vol.2" - SIMON SCHOTT plays your favorite evergreens
- "Bar Piano Vol.3" - SIMON SCHOTT plays your favorite evergreens
- "Bar Piano Vol.4" - SIMON SCHOTT plays your favorite evergreens